# 863
863(팔백육십삼)은 862보다 크고 864보다 작은 자연수다.

## 수학
- 150번째 소수(素數)다. 앞의 소수는 859, 다음 소수는 877이다.
- {\displaystyle 863=163+167+173+179+181}
  - 연속하는 소수(素數) 5개의 합으로 나타낼 수 있으며, 이 성질을 지닌 앞의 수는 839, 다음 수는 891이다.
- {\displaystyle 863=107+109+113+127+131+137+139}
  - 연속하는 소수(素數) 7개의 합으로 나타낼 수 있으며, 이 성질을 지닌 앞의 수는 827, 다음 수는 905다.
- {\displaystyle 863=2^{5}\times 3^{3}-1}

## 교통
- 863번 홋카이도도(일본어판)

## 군사
- U-863(영어판): 제2차 세계 대전에 사용된 나치 독일의 군용 잠수함.

## 문화유산
- 대한민국의 보물 제863호: 지자총통

## 기타
- 연도: 863년, 기원전 863년
- 863 계획: 중화인민공화국 정부가 외국 기술에 대한 재정적 의무에서 독립하기 위해 투자, 관리한 계획.